# Anilton Júnior
José Anilton Júnior ou simplesmente Anilton Júnior, (Penedo, 10 de julho  de 1980), é um futebolista brasileiro que atua como zagueiro. Atualmente joga pelo UD Leiria.

## Carreira
Iniciou sua carreira futebolista atuando no Penedense e Ipanema, clubes do interior Alagoano. Em 2005, foi contratado pelo Corinthians-AL, onde permaneceu até o ano de 2006. Em 2006, foi observado pelo treinador do clube Português CD Aves e foi sugerida a contratação do atleta. O que foi confirmada pelo presidente do clube. Após o CD Aves, teve uma rápida passagem por SC Braga e CS Pandurii da Romênia. Defendeu também o Portimonense e Moreirense.
Após saída do Moreirense, foi contratado pelo UD Leiria e atua desde 2015.
Anilton Júnior que vem de uma família humilde, concedeu uma entrevista ao Jornal de Leiria e contou um pouco de sua história e superação de vida.
| “ | A minha mãe tinha uma doença nos pés que a impedia de continuar a trabalhar e eu tinha mesmo de ajudar”, recorda o atleta. “O meu pai trabalhava na roça, no plantio de arroz, mandioca, batata, e eu ia com ele.” Uma vida “sofrida”, à chapa de um “sol muito quente” que lhe queimava a pele. | ” |

## Títulos
Penedense
- Campeonato Alagoano de Futebol - Segunda Divisão: 2000

Moreirense
- Segunda Liga: 2014–15